# Williamsport (Indiana)
Williamsport es un pueblo ubicado en el condado de Warren en el estado estadounidense de Indiana. En el Censo de 2010 tenía una población de 1898 habitantes y una densidad poblacional de 563 personas por km². Se encuentra situada a la orilla derecha del río Wabash.

## Geografía

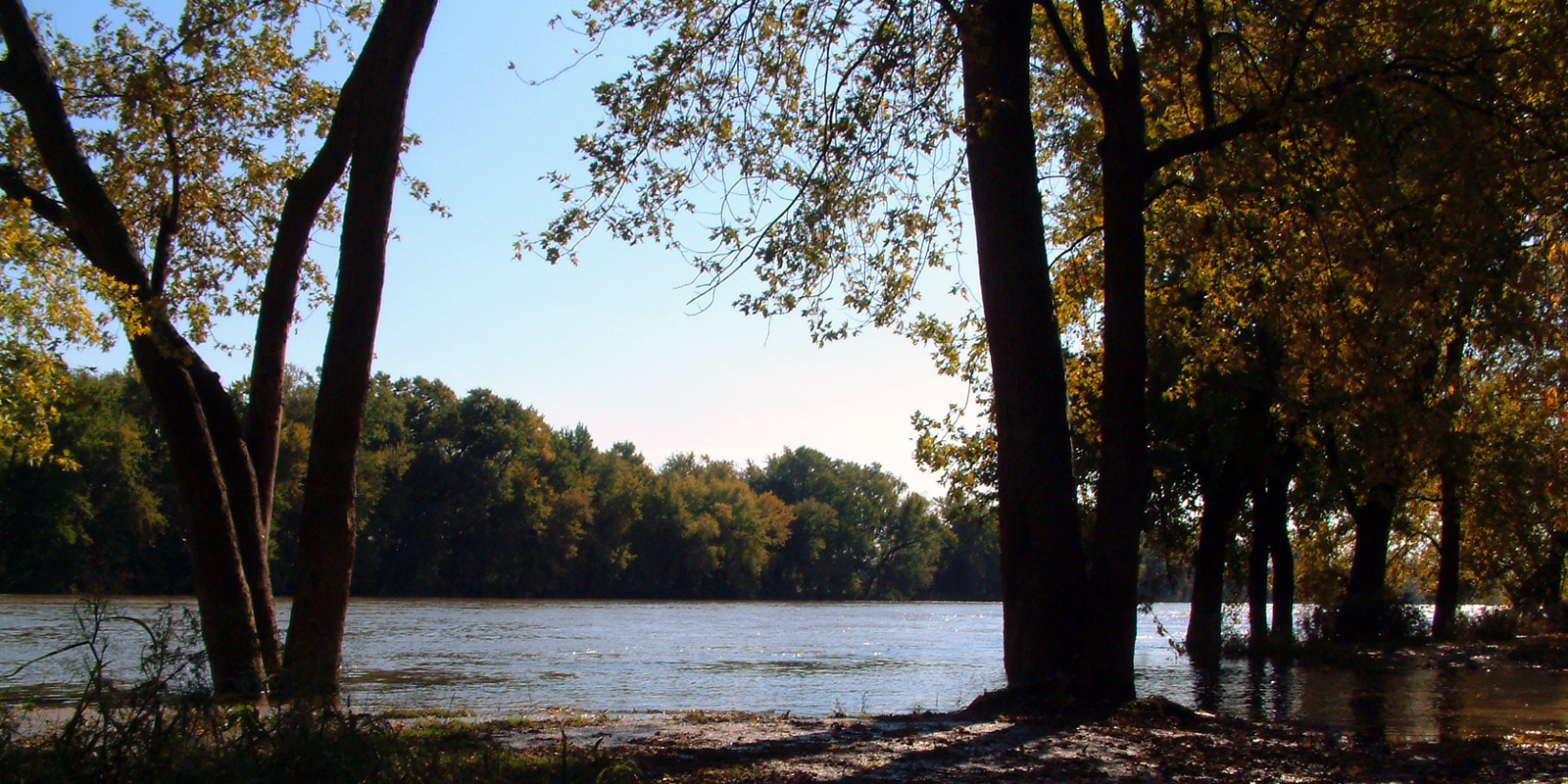
Vista del río Wabash a su paso por Williamsport

Williamsport se encuentra ubicado en las coordenadas 40°17′18″N 87°17′32″O / 40.28833, -87.29222. Según la Oficina del Censo de los Estados Unidos, Williamsport tiene una superficie total de 3.37 km², de la cual 3.37 km² corresponden a tierra firme y (0%) 0 km² es agua.

## Demografía
Según el censo de 2010, había 1898 personas residiendo en Williamsport. La densidad de población era de 563 hab./km². De los 1898 habitantes, Williamsport estaba compuesto por el 98.31% blancos, el 0.26% eran afroamericanos, el 0.05% eran amerindios, el 0.47% eran asiáticos, el 0.21% eran isleños del Pacífico, el 0.32% eran de otras razas y el 0.37% pertenecían a dos o más razas. Del total de la población el 1% eran hispanos o latinos de cualquier raza.